# Центр современного искусства (Цинциннати)
Центр современного искусства (англ. Contemporary Arts Center, сокр. CAC) — художественный музей в Цинциннати, Огайо, посвящённый современному искусству.
Центр на самом деле является скорее художественной галереей, чем настоящим музеем, поскольку у него нет постоянной коллекции, и его миссия заключается в проведении экспозиций новых работ современных художников в живописи, скульптуре, фотографии, архитектуре, перформансе и новых медиа, которая выражена в девизе: «The art of the last five minutes».

## История и деятельность
Первоначально был основан в 1939 году Бетти Поллак Раух (Betty Pollak Rauh), Пегги Фрэнк Кроуфорд (Peggy Frank Crawford) и Ритой Рентшлер Кушман (Rita Rentschler Cushman) как Общество современного искусства (Modern Art Society). Эти три женщины смогли собрать достаточно средств за счет пожертвований, чтобы выставить произведения современного искусство в Художественном музее Цинциннати. Самая первая выставка общества под названием «Modern Painting from Cincinnati Collections» открылась в декабре того же года.
В 1954 году Общество современного искусства сменило своё название на настоящее — Центр современного искусства (Contemporary Arts Center). Смена названия совпала с созданием двух постоянных галерей, которые были реконструированы в Художественном музее Цинциннати Карлом Штраусом (Carl Strauss) и Рэем Роушем (Ray Roush) и представляли собой площади около 900 квадратных футов каждое и имели временные подвижные настенные покрытия. Многие местные работы Цинциннати были показаны в этом пространстве, в том числе те, которые сейчас хранятся в Художественном музее Цинциннати в коллекции Мэри Э. Джонстон (Mary E. Johnston).
При строительстве в Художественном музее Цинциннати крыла Emery Wing туда переехал Центр современного искусства. Но с необходимостью расширения, центр переехал в 1962 году и временно поселился в Художественном музее Тафта и в здании Carew Tower. В 1964 году центр занял четвёртый этаж здания Women’s Exchange building, где оставался в течение шести следующих лет. В 1970 году Центр современного искусства переехал в Mercantile Center. Новое здание стоило 400 000 долларов и было спроектировано американским архитектором Гарри Уизом. Оно занимало около 12 000 квадратных футов и выходило на новый автовокзал в центре Цинциннати.

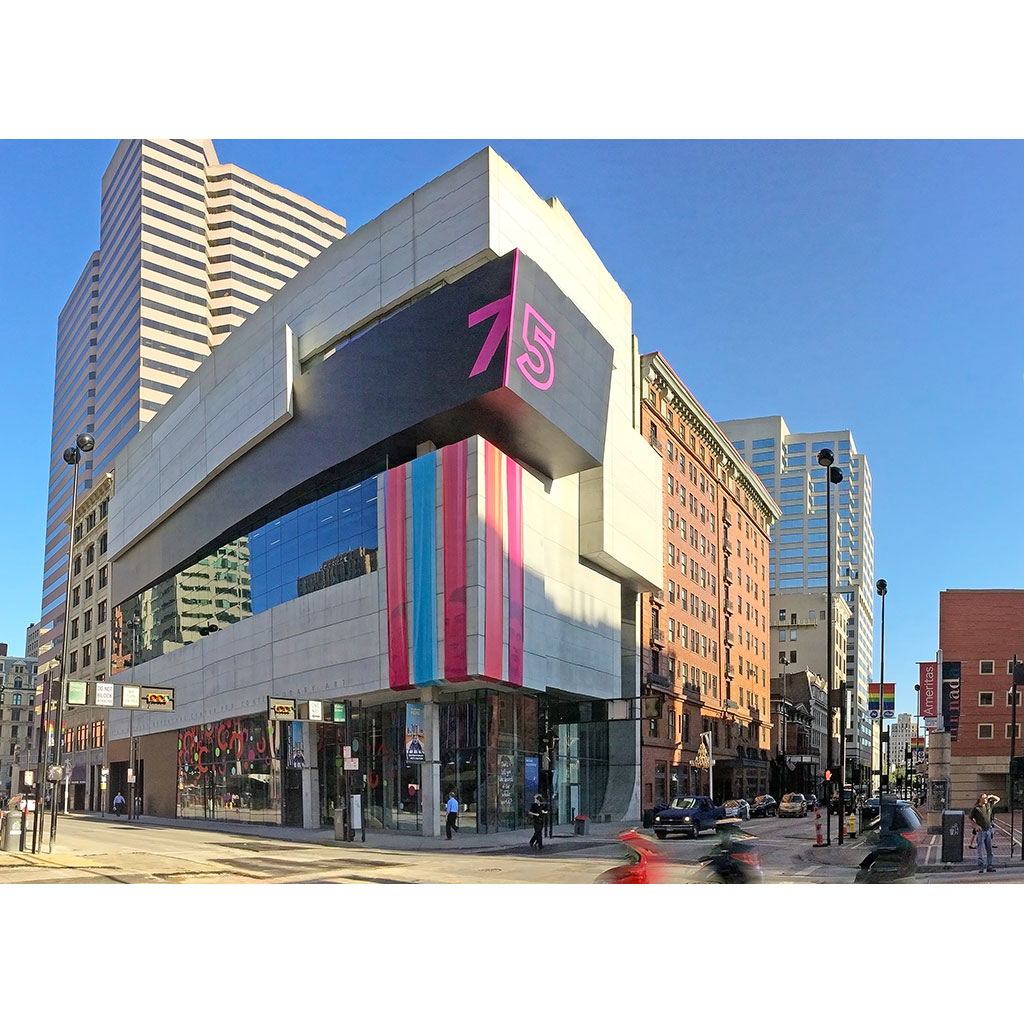
Здание Центра современного искусства

Идеи о новом помещении для центра появились в конце 1980-х годов и включали возможные площади в Ohio Mechanics Institute (ныне Emery Center) и в Aronoff Center. Позже, когда идея строительства нового здания стала реальной, Центр современного искусства сосредоточил свое внимание на Sixth and Walnut Streets. К 1997 году комитет по отбору архитектурных решений центра объявил публичный конкурс на новое здание, из 97 заявок было отобрано 12 финалистов, где победил проект американского архитектора Захи Хадид. Строительство началось в 2001 году, и новое здание открылось 31 мая 2003 года. 
Здание имеет семь этажей и общую площадь 7 400 м². Стоимость проекта составила 34 миллиона долларов. Чтобы почтить память двух своих главных доноров, Центру современного искусства было присвоено имя супругов Лоис и Ричарда (Richard Henry Rosenthal) Розенталь — Lois and Richard Rosenthal Center for Contemporary Art. 
В 2004 году Центр современного искусства был удостоен премии Royal Institute of British Architects Award, в 2005 году — премии  American Architecture Award from The Chicago Athenaeum.

## Судебный спор
В 1990 году жюри Цинциннати оправдало Центр современного искусства и его директора Денниса Барри обвиняемых в непристойности из-за выставки фотографий Роберта Мэпплторпа. Это был один из редких уголовных процессов над художественным музеем за содержание выставки: причиной стали семь из 175 фотографий выставки (которая без происшествий прошла из Беркли в Бостоне), пять из которых изображали мужчин в садомазохистских позах и стали основанием для обвинения музея и его директора, которые в конечном итоге были признаны невиновными. Процесс был показан в телевизионном фильме 2000 года «Грязные картинки» (роль Денниса Барри сыграл Джеймс Вудс).